# Équipe de Belgique de football en 1902
Maillots
Chronologie
Saison précédente Saison suivante
L'équipe de Belgique de football dispute deux rencontres en 1902, toutes deux pour le compte de la Coupe Van den Abeele à Anvers (édition 1902 et 1903 anticipée). Comme l'année précédente, la sélection belge bat la sélection néerlandaise.

## Contexte social

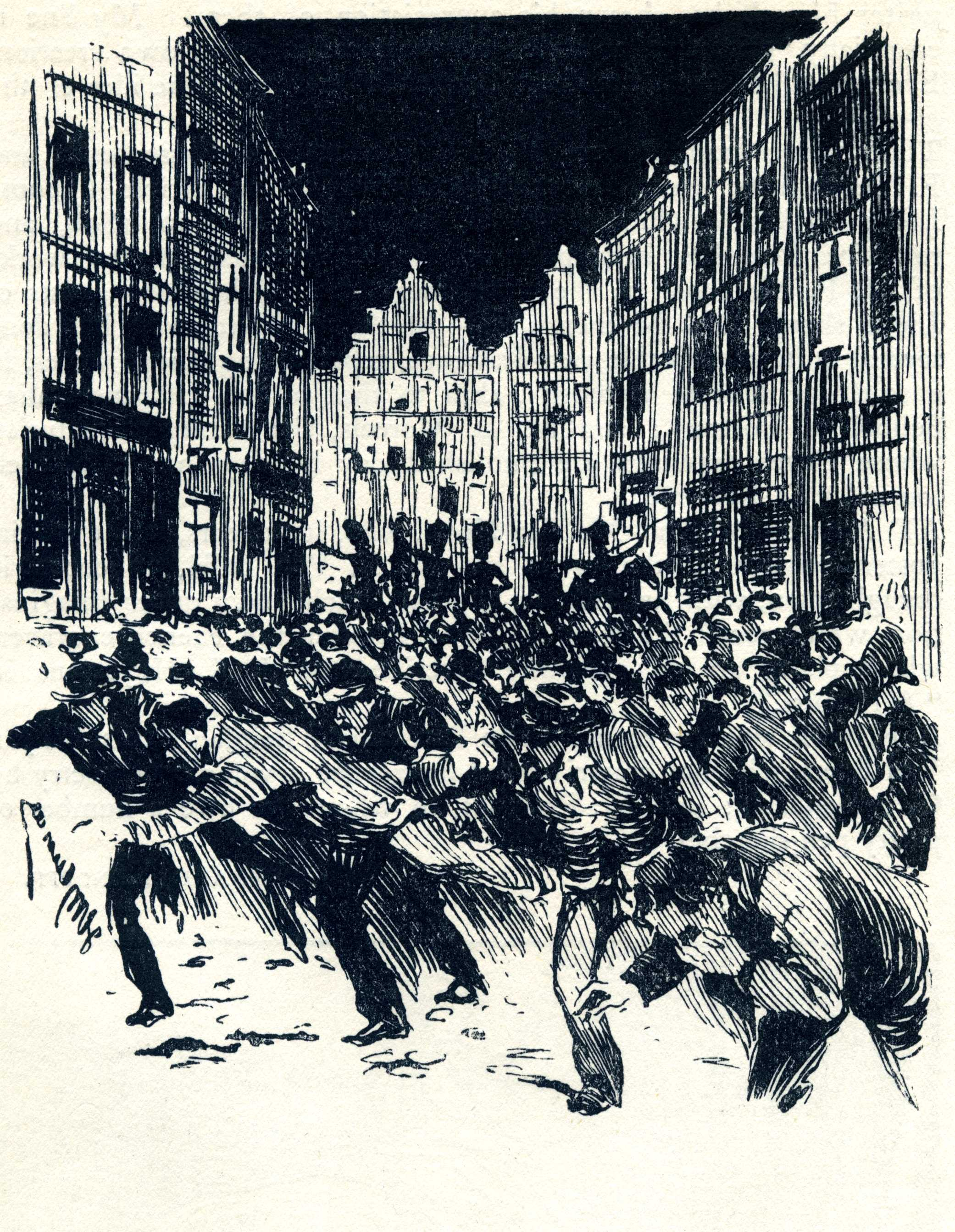
Des grévistes belges chargés par la cavalerie à Bruxelles en 1902. (Illustration par Henri Meunier)

En Belgique, l'année 1902 est synonyme de climat social tendu. Le parti ouvrier belge (POB) conduit un combat pour l'égalité politique, recourant à plusieurs reprises entre 1890 et 1913 à la grève générale. Le 8 avril, les travailleurs du Hainaut se mettent spontanément en grève pour soutenir une proposition de loi du POB en faveur du suffrage universel. À la suite de nombreux débordements, une manifestation qui rassemble 300 000 travailleurs est organisée en date du 14 avril avant qu'une grève générale ne soit décrétée. Plusieurs grévistes trouvent la mort au cours de différentes échauffourées et la grève prend fin le 20 avril.

## Coupe Van den Abeele 1902
C'est ainsi que se dispute la 2e édition du trophée le 5 janvier 1902, toujours sur le terrain du Beerschot au Kiel. Après le large succès l'année précédente d'une sélection des meilleurs éléments belges face à une sélection néerlandaise, il était espéré et attendu que la fédération néerlandaise (KNVB) prenne ce match plus sérieusement. C'est effectivement ce qu'elle fit et cette partie fut digne d'une opposition internationale. La Coupe, arbitrée par le Belge Paul de Borman, fut disputée d'un bout à l'autre de la rencontre. Après une lutte indécise mais légèrement à l'avantage des Belges, la victoire de ces derniers fut acquise en seconde période sur un unique but de Paul Chibert (1-0),,,,,,.

## Coupe Van den Abeele 1903
Pour une raison inconnue, la rencontre annuelle de la saison 1903 entre les futurs Diables Rouges et la sélection néerlandaise de Cees van Hasselt (nl) se joue de manière anticipée le 15 décembre à Anvers. Une nouvelle fois, la partie est très disputée et, malgré plusieurs offensives de part et d'autre, la pause est atteinte sur un score vierge. Les choses se délient en seconde mi-temps : les Néerlandais ouvrent le score mais ce sont les Belges qui l'emportent finalement (2-1),,,.

## Les matchs
| Non officiel Coupe Van den Abeele                               | Belgique | 1 - 0   | Pays-Bas | Kiel Anvers, Belgique      |                            |
| 5 janvier 1902 · 14:00 heure locale · Historique des rencontres | Chibert  | (0 – 0) |          | Arbitrage : Paul de Borman | Arbitrage : Paul de Borman |

| Non officiel Coupe Van den Abeele            | Belgique           | 2 - 1   | Pays-Bas | Kiel Anvers, Belgique |  |
| 15 décembre 1902 · Historique des rencontres | (buteurs inconnus) | (0 – 0) | Lotsy    |                       |  |

## Les joueurs
| Joueurs             | Joueurs                              | Non officiel | Non officiel |
| ------------------- | ------------------------------------ | ------------ | ------------ |
| Gardiens de but     |                                      |              |              |
| Alfred Grisar       | Beerschot AC                         | 90           |              |
| Marcel Feye         | Racing Club de Bruxelles             |              | 90           |
| Défenseurs          |                                      |              |              |
| Albert Friling      | Beerschot AC                         | 90           | 90           |
| Alphonse Renier     | Racing Club de Bruxelles             | 90           |              |
| Émile Andrieu       | Racing Club de Bruxelles             |              | 90           |
| Milieux             |                                      |              |              |
| Camille Van Hoorden | Racing Club de Bruxelles             | 90           |              |
| Henri Dedecker      | Racing Club de Bruxelles             | 90           | 90           |
| Jean Robyns         | Antwerp FC                           | 90           |              |
| Joseph Romdenne     | Union Saint-Gilloise                 |              | 90           |
| Jules Evers         | Racing Club de Bruxelles             |              | 90           |
| René Feye           | Racing Club de Bruxelles             |              | 90           |
| Attaquants          |                                      |              |              |
| Paul Chibert        | Racing Club de Bruxelles             | 90           |              |
| Walter Potts        | Beerschot AC                         | 90           |              |
| Herbert Potts       | Beerschot AC                         | 90           | 90           |
| Hilaire Spanoghe    | Skill FC de Bruxelles                | 90           |              |
| Ernest Gillon       | Athletic & Running Club de Bruxelles | 90           | 90           |
| Paul Blanchard      | Racing Club de Bruxelles             |              | 90           |
| Arthur Miré         | Athletic & Running Club de Bruxelles |              | 90           |

## Sources